# 内管领
内管领（日语：／）是日本镰仓幕府执权北条氏宗家得宗家的执事。内管领作为得宗被官的御内人的首领，也被称为“御内头人”。内管领不是幕府的正式职务。

## 沿革
在元仁元年（1224年），第三代执权北条泰时任命尾藤景纲为家令，被认为是“内管领”制度的前身。将担任得宗家家务总管的职位称为“内管领”的例子，可以从第八代执权北条时宗、第九代执权北条贞时时期的平赖纲开始看到。平赖纲在北条时宗去世后，随着御内人势力的增强而逐渐崛起，并在“弘安改革”中与有力的御家人安达泰盛发生对立。弘安八年（1285年），发生霜月骚动，平赖纲消灭了安达泰盛等人，终结了此前由御家人合议制主导的幕府政务运作，转变为以北条贞时为首的“得宗专制”体制。
由于内管领原是北条家的家臣，即御家人的家臣，地位属于陪臣阶层，最初在幕府中地位较低。但自霜月骚动之后，其地位上升，成为凌驾于一般御家人之上的存在。
平赖纲在永仁元年（1293年）爆发的“平禅门之乱”中被北条贞时讨伐后，内管领的人事任命一度陷入混乱。直到嘉元二年（1304年），北条宗方一度执行内管领职务，号称“内执权”。但在嘉元三年（1305年）的“嘉元之乱”中，北条宗方被杀，之后平赖纲一族的长崎高纲（又称长崎圆喜）被任用，内管领制度得以恢复。
长崎高纲及其子长崎高资相继担任内管领，并在北条贞时之子北条高时执政期间权势显赫，甚至凌驾于得宗北条高时之上。然而，随着新田义贞等人参与后醍醐天皇的讨幕运动，幕府灭亡，内管领的职位也随之消失。

## 历任得宗家家令和内管领
- 尾藤景纲
- 平盛纲
- 沙弥右蓮
- 诹访盛经
- 平赖纲
- 长崎光纲
- 工藤时光
- 平宗纲
- 尾藤時纲
- 北条宗方
- 尾藤時纲（再任）
- 长崎圆喜
- 长崎高资